# Impromptus (Schubert)

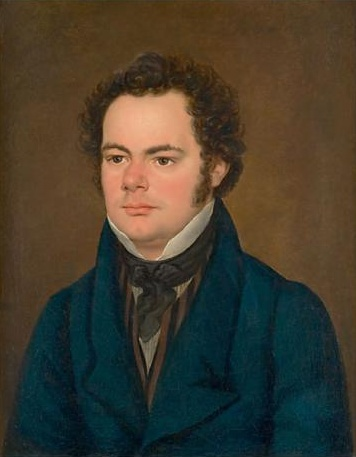
Franz Schubert, gemalt um 1827 (oder bis Herbst 1828) von Anton Depauly

Die Impromptus von Franz Schubert sind lyrische Klavierstücke aus den letzten Lebensjahren des Komponisten. Sie verteilen sich auf zwei Sammlungen mit je vier Stücken. Die erste Gruppe (D 899, op. 90) komponierte er im Sommer und Herbst 1827 und ergänzte sie im Dezember desselben Jahres um vier weitere Stücke (D 935, op. 142).
Neben den Moments musicaux gehören die alle in B-Tonarten stehenden Charakterstücke zu seinen bekanntesten Klavierwerken und waren, vor allem früher, fester Bestandteil der Unterrichtsliteratur und Hausmusik. Sie sind heute Teil der Konzertprogramme der Pianisten und werden zyklisch oder einzeln gespielt.
Die aus dem Französischen kommende Bezeichnung Impromptu („Improvisation“, „Augenblicklicher Einfall“) für die ersten vier Impromptus D 899 geht auf den Wiener Verleger Tobias Haslinger zurück, der zu Schuberts Lebenszeit indes nur die ersten beiden veröffentlichte.

## Hintergrund und Einzelheiten
Schuberts Klavierwerk für zwei und vier Hände kann in vier Abschnitte unterteilt werden, die gleichberechtigt nebeneinander stehen: Sonaten und Fantasien, Zyklen von Klavierstücken und Gesellschaftsstücke. Zur letzten Gruppe, die mit den Schubertiaden und ähnlichen unterhaltenden Veranstaltungen verbunden sind, gehören die Tänze (wie Ländler, Walzer, Ecossaise und Menuett) und die Märsche.
Jan Václav Voříšek, der für einige Zeit bei Johann Nepomuk Hummel studierte und über den Beethoven sich lobend äußerte, übertrug die für Opernparaphrasen verwendete Bezeichnung „Impromptu“ auf seine lyrischen Klavierstücke. Eine Sammlung mit sechs seiner Impromptus erschien 1822 in Wien und beeinflusste vermutlich auch Schubert.
Die zwei ersten Impromptus gehören zu den wenigen Klavierwerken, die neben der Wanderer-Fantasie und den Moments Musicaux zu Schuberts Lebzeiten veröffentlicht wurden. Die vier Stücke der zweiten Sammlung, denen der Komponist selbst den Titel Impromptu gab, waren ursprünglich mit den Nummern 5–8 versehen und so als Fortsetzung des ersten Bandes gedacht. Als der Verleger die anderen sechs Stücke zehn Jahre nach seinem Tod publizierte, veränderte er stellenweise die Taktart und die Notenwerte und strich zwei Wiederholungszeichen.
Die Beliebtheit der Stücke, die bald in zahlreichen Sammlungen vorlagen und zum festen Bestandteil des bürgerlichen Musizierens gehörten, standen Schuberts Ruf als Komponist von Klaviersonaten, in denen er sich mit dem Klavierwerk Ludwig van Beethovens auseinandersetzte, im Wege.

## Zur Musik

### Erste Sammlung
Die vier Impromptus, D. 899 (Op. 90) bestehen aus
- Nr. 1 in c-Moll
- Nr. 2 in Es-Dur
- Nr. 3 in Ges-Dur
- Nr. 4 in As-Dur

#### Op. 90 Nr. 1
Das erste Stück in c-Moll (Allegro molto moderato, 4/4) erinnert mit seinem volksliedhaften Thema und dem marschartigen, punktierten Rhythmus an eine Ballade.
Schubert stellt es nach einem Fortissimo-Oktavschlag zunächst pianissimo ohne Begleitung vor und ergänzt es bei der Wiederholung jeweils akkordisch. Im weiteren dynamisch variablen Verlauf variiert er fortlaufend die Begleitung, indem er ihre Notenwerte verkürzt (Triolen ab Takt 41, Sechzehntel ab Takt 125).
Dabei verwendet Schubert die harmonische Ambivalenz des zweiteiligen Themas zwischen dem c-Moll des ersten (Takte 2 – 8) und dem Es-Dur des zweiten Abschnitts (Takte 9 – 16) für weitreichende Modulationen in andere Tonarten.
So führt er das Thema in Takt 41 in die Untermediante As-Dur, während die Linke eine Triolenbegleitung spielt oder lässt es (ab Takt 60) im Bass erklingen. Ein lyrischer Höhepunkt wird in Takt 74 erreicht, wo über einer akkordischen Triolenbegleitung ein neues Thema erklingt, dessen Wirkung durch die Imitation im Septabstand intensiviert und nach dramatischen Entwicklungen ab Takt 152 in G-Dur wiederholt wird. Nach den Verdichtungen im mittleren Teil kommt es zu einer Beruhigung, indem nun umgekehrt die Notenwerte verlängert werden und über Sechzehntel und Triolen das in C-Dur ausklingende Ende eingeleitet wird.

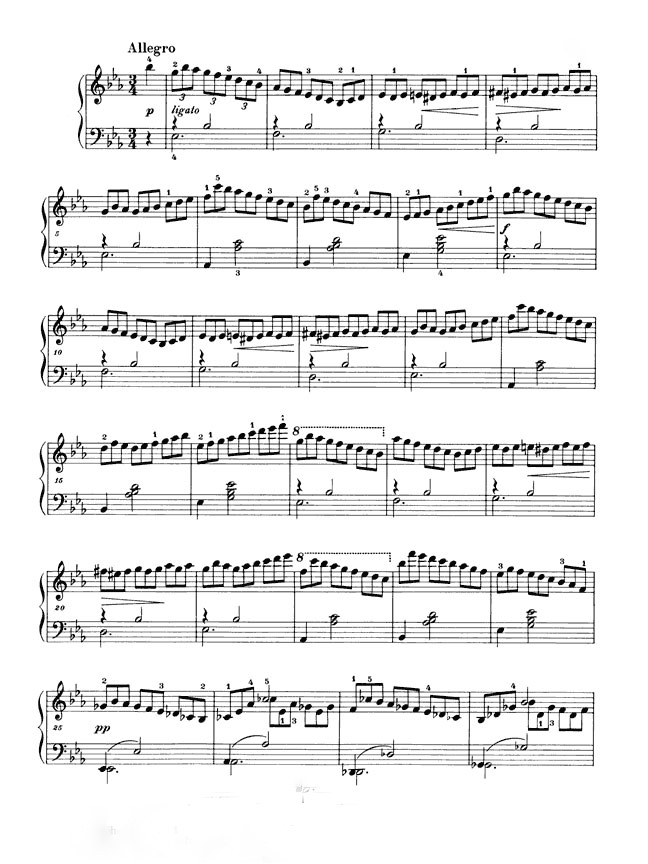
Impromptu in Es-Dur op. 90 Nr. 2

#### Op. 90 Nr. 2
Mit seinen schnellen Achtel-Triolen ist das zweite Impromptu in Es-Dur (Allegro, 3/4) ein besonders bevorzugtes Stück der Unterrichtsliteratur geworden. Die Vortragsbezeichnungen Allegro, piano und legato geben einen Hinweis, dass der etüdenhafte Charakter, der dem Stück oft verliehen wird, unangemessen ist. Der akzentuierte und dynamische Mittelteil in h-Moll (ben marcato) scheint auch in seiner Rhythmik den Charakter mancher Stücke Robert Schumanns vorwegzunehmen. Schubert nimmt das markante Thema in der Coda wieder auf, die er mit einem Forte-Akkord überraschend in es-Moll ausklingen lässt, womit er zum dritten Stück im terzverwandten Ges-Dur überleitet.

#### Op. 90 Nr. 3
Das dritte Impromptu (Andante, 4/2 alla breve) in Ges-Dur ist ein ruhiger, an ein Nocturne erinnernder Gesang, dessen pianistischer Reiz darin besteht, Melodie und Begleitung gemeinsam mit der rechten Hand zu spielen. Übernimmt der fünfte Finger die Melodietöne, gestalten die übrigen die harfenartig arpeggierte Begleitung, welche die Kantilene mit neuen harmonischen Wendungen untermalt. Schubert ließ sich von Haslinger überzeugen, das Stück nach G-Dur zu transponieren. Der um den Absatz besorgte Verleger hielt die ursprüngliche Tonart für zu kompliziert und wollte die Spielbarkeit erleichtern.

#### Op. 90 Nr. 4
Mit seiner Länge und Dramatik knüpft das vierte Impromptu (Allegretto, 3/4) an das erste Stück an. Es steht in As-Dur und überrascht bereits in den ersten Kaskade der sich über jeweils zwei Takte erstreckenden Arpeggien durch das Tongeschlecht as-Moll. Ab Takt 47 etabliert sich eine von der Linken gespielte Melodie in As-Dur, die von den auf einen Takt verkürzten Kaskaden der Rechten begleitet wird. Der ausgedehnte Mittelteil in cis-Moll wird durch chromatische Vorhalte und pathetischen Aufschwünge des Themas geprägt. Es wird von vollgriffigen Akkorden begleitet und hebt das Stück in eine fast spätromantische Sphäre.

### Zweite Sammlung
Die vier Impromptus, D. 935 (Op. posth. 142) bestehen aus
- Nr. 1 in f-Moll
- Nr. 2 in As-Dur
- Nr. 3 in B-Dur
- Nr. 4 in f-Moll

#### Op. posth. 142 Nr. 1
Der von Robert Schumann erkannte Zusammenhang der einzelnen Impromptus in einer zugrundeliegenden Klaviersonate zeigt sich besonders auffällig im ersten, äußerst komplexen Klavierstück in f-Moll (Allegro moderato, 4/4), dessen Aufbau sich entfernt an der Sonatensatzform orientiert und dessen Beginn an eine Improvisation erinnert.
Mit dem pathetischen Eröffnungsakkord und der fortepiano sich anschließenden, rhythmisch punktierten Abwärtsbewegung prägt das erste Thema den ernsten Charakter des gesamten Werkes.
Das in Takt 44 einsetzende, gesangvolle zweite Thema in As-Dur greift mit seinen repetierenden Dreiklängen Motive der Überleitungsgruppe auf, die bis zur Oktavkaskade der Takte 39 – 42 reicht. Nachdem die Melodie in die Sopranlage aufgestiegen ist, wird sie auch von der linken Hand übernommen, die sie bei der dritten Wiederholung allein trägt und nun von der rechten figurativ umspielt wird.
Der mit Takt 69 einsetzende durchführungsartige Teil beginnt nach dem charakteristischen Dur-Moll-Wechsel in as-Moll und gehört zu den Höhepunkten Schubertscher Klaviermusik: Während die rechte Hand durch fortlaufend gespielte Sechzehntel-Arpeggien einen Klangteppich erzeugt, spielt die linke einen wehmütigen „Dialog“, der aus drei- bis fünftönigen „Fragen“ in der hohen Stimmlage und Antworten im Bass getragen und bis Takt 114 geführt wird. Am Beginn der Reprise steht das erste Thema erneut in f-Moll, während die lange Überleitungsgruppe das zweite (Takt 159) nun nach F-Dur führt, ein Übergang, der sich auch in dem ab Takt 182 wiederholten Durchführungsteil findet.

#### Op. posth. 142 Nr. 2
Einen intimen Gegensatz bildet das zweite Stück (allegretto, 3⁄4) in As-Dur, dessen Bekanntheit mit seiner relativ einfachen Spielbarkeit und dem eingängigen Lied-Thema zusammenhängt. Schubert wiederholt das achttaktige Thema eine Oktave erhöht und variiert hier bereits den harmonischen Verlauf, indem er über den Septakkord für einen Moment die Paralleltonart f-Moll anklingen lässt. Das Thema erinnert dabei stark an die ersten Takten, des ebenfalls in As-Dur stehenden Kopfsatzes der Klaviersonate Nr. 12, op. 26 von Beethoven. Doppeloktaven bilden im zweiten Teil einen dynamischen, bis fortissimo reichenden Gegensatz und führen harmonisch nach ges-Moll. Die fortlaufende Triolenkette des Trios in Des-Dur überrascht durch ihre verborgene Melodie, die ebenfalls zur Beliebtheit des Stückes beiträgt.

#### Op. posth. 142 Nr. 3
Mit dem vorletzten Impromptu in B-Dur komponierte Schubert eine seiner bekanntesten Variationsreihen. Als Thema wählte er die (abgeänderte) Melodie seiner Zwischenaktmusik für das romantische Schauspiel Rosamunde, die er bereits für den zweiten Satz seines Streichquartetts Nr. 13 verwendet hatte. Er führt es durch fünf Variationen, die sich mit ihren Skalen, gebrochenen Akkorden und Oktaven zwischen Verspieltheit, Pathos und Virtuosität bewegen.
Die dritte Variation in b-Moll erreicht mit ihren begleitenden, ein drängendes Sekundmotiv wiederholenden vollgriffigen Akkorden leidenschaftliche Ausdrucksbereiche.

#### Op. posth. 142 Nr. 4
Das abschließende Impromptu (Allegro scherzando, 3/8) in f-Moll ist vom Taktumfang (525) das längste Stück der Sammlung und erreicht so die Ausdehnung eines Sonatenfinales. Mit den Läufen und Akzenten hinterlässt es einen äußerst bewegten Eindruck und erinnert mit seiner sehr langen Coda, den agogischen Steigerungen (più presto) und dem wilden, das Stück abschließenden Abwärtslauf an das Ende des Prélude in d-Moll op. 28 Nr. 24 von Frédéric Chopin.

## Formfragen

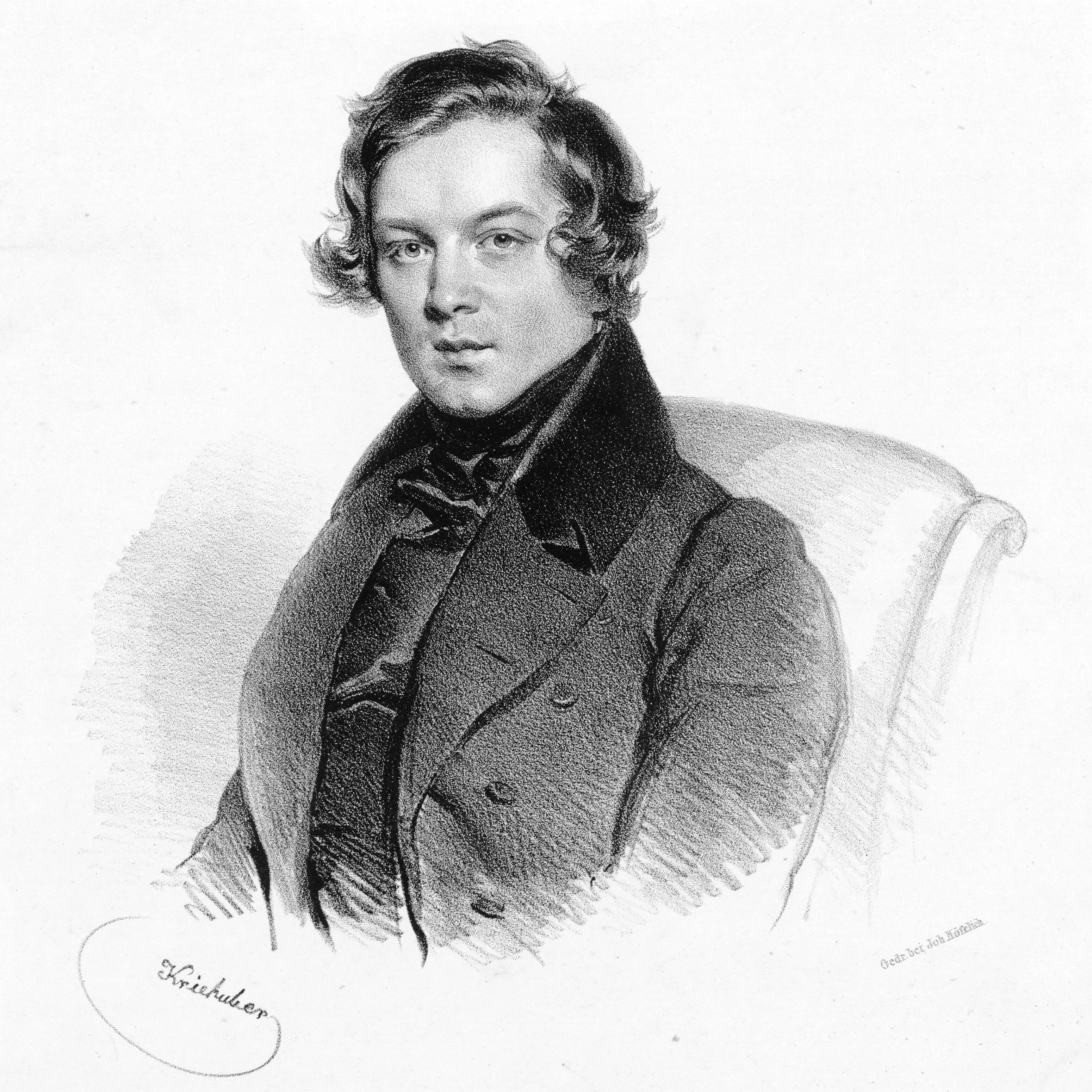
Robert Schumann (1839)

Schubert komponierte die Impromptus, nachdem er sich bereits mit der Klaviersonate auseinandergesetzt hatte. So schließen sie an diese Form an, sind aber hinsichtlich ihres Zusammenhalts und Aufbaus nur noch oberflächlich mit ihr verbunden. Während das erste und dritte Impromptu aus op. 90 sowie das Kopfstück der zweiten Sammlung an die in den langsamen Sätzen verwendete Ouvertürenform ohne Durchführung erinnert, folgen die übrigen Stücke häufig Tanzformen.
Es ist nicht einfach, sie und die Moments musicaux unter einen Gattungsbegriff zusammenzufassen. Wie die Fantasien werden sie häufig an dem überkommenen Konzept der Klaviersonate gemessen und Unterschiede, Überschneidungen und Gemeinsamkeiten herausgearbeitet. Während sich die Moments musicaux als Bagatellen oder Kleinformen auffassen lassen, ist dies für die umfangreicheren Impromptus nicht problemlos möglich.
Bereits Robert Schumann erblickte einen Zusammenhang zwischen den Stücken der zweiten Sammlung (D 935) und schrieb in einer 1838 verfassten Rezension für die Neue Zeitschrift für Musik, das f-Moll-Impromptu sei „so offenbar der erste Satz einer Sonate, … daß gar kein Zweifel aufkommen kann“, während er das dritte Variationsstück in B-Dur als Fremdkörper einschätzte.
Das äußerst populäre zweite Stück in As-Dur, das wegen seiner relativen Einfachheit und eingängigen Thematik von vielen Klavierschülern gespielt wird, war für ihn der „2. Satz derselben Sonate, in Tonart und Charakter schließt es sich dem ersten knapp an.“ Die Freunde Schuberts müssten wissen, „wo die Schlußsätze hinkommen“ und ob er die Sonate vollendet habe. Das letzte Impromptu schließlich könne man „als Finale betrachten, doch spricht, wenn auch die Tonart dafür, die Flüchtigkeit in der ganzen Anlage beinahe dagegen.“
Alfred Einstein unterstützte diese Betrachtung und glaubte, Schubert habe die Sonatensätze aus finanziellen Erwägungen als einzelne Stücke herausgebracht.
Nachdem die „Drei Klavierstücke D 946“ (Allegro assai, Allegretto und Allegro) im Jahre 1868 und die Fragmente D 916B/C erst 1978 veröffentlicht wurden, kann die Nähe der Impromptus zur Sonate auch gattungsgeschichtlich belegt werden.
Erinnert die Tonsprache der ersten beiden Stücke an die der Moments musicaux, verweist das dritte in Satztechnik und Tonartenplan auf die Fragmente. Der Papierbefund legt nahe, dass Schubert die Entwürfe der beiden ersten Impromptus (D 899 und D 935) und der unvollendeten Stücke im Sommer 1827 schrieb. Im April dieses Jahres war die Sonate G-Dur D 894 als Folge von vier Klavierstücken (Fantasie, Andante, Menuetto und Allegretto) und nicht als zusammenhängendes Werk erschienen.